# Fürst-Trpimir-Orden mit Halsband und Stern
Der Fürst-Trpimir-Orden mit Halsband und Stern (kroatisch Red kneza Trpimira s ogrlicom i Danicom) ist eine staatliche Auszeichnung der Republik Kroatien.

## Stiftung und Rang
Der Verdienstorden wurde am 1. April 1995 durch den Premierminister Stjepan Mesić gestiftet. Er ist benannt nach dem kroatischen Knes (Fürsten) Trpimir I. († 864), der von 845 bis 864 über das küstenländische Kroatien (Primorska Hrvatska) herrschte.
Der Orden steht an fünfter Stelle des kroatischen Ordenssystems. Er wird für herausragende Beiträge zur Unabhängigkeit, Integrität sowie der internationalen Reputation des kroatischen Staates verliehen. Ferner auch für die Entwicklung der Beziehungen zu anderen Staaten und für Verdienste um den Aufbau des Staates.

## Aussehen und Trageweise
Der Orden besteht aus einem auf der Spitze stehenden Quadrat aus 999er Silber mit 57 mm Kantenlänge. Sein Grund ist rot emailliert. Darüber liegt auf ganzer Höhe und Breite silbernes Kroatisches Flechtwerk, welches ein in der Mitte befindliches rundes Medaillon von 32 mm Durchmesser umgibt. Das Medaillon ist weiß emailliert und zeigt eine Reiterdarstellung des Fürsten Trpimir I. Umrandet wird das Medaillon von einem schmalen Kranz kroatischen Flechtwerks, an dessen unterem Rand die Inschrift TRPIMIR zu lesen ist. An der oberen Spitze des Ordens befindet sich eine ebenfalls mit kroatischem Flechtwerk verzierte Anhängevorrichtung für das Halsband.
Das Revers ist glatt und zeigt mittig das eingravierte kroatische Flechtwerk und darin die Umschrift REPUBLIKA HRVATSKA (REPUBLIK KROATIEN).
Das Halsband ist 36 mm breit und 600 mm lang und in der rot-silbernen Schachbrettmusterung des kroatischen Wappens gehalten.
Der Bruststern, der an der linken Brustseite getragen wird, besteht ebenfalls aus 999er Silber, hat einen Durchmesser von 80 mm und ist achtstrahlig. Zwischen den acht längeren Strahlen befinden sich insgesamt acht kürzere, an den Enden gegabelte Strahlen. Die 16 Strahlen enden alle in der Sternmitte am vergoldeten Außenrand eines gleichen, aber kleineren Medaillons, wie es auf dem Bandorden zu sehen ist. Auf der glatten Rückseite befindet sich eine senkrechte Anstecknadel mit Gegenhaken.
Die zum Orden gehörige Miniatur wird an der linken Brustseite getragen, entweder als Bandschnalle mit aufgelegter Miniatur des Ordenszeichens oder als Bandorden in der verkleinerten Form des Bruststerns.

## Träger (Auswahl)
- Hans-Dietrich Genscher (1927–2016), Politiker und deutscher Innen- und Außenminister
- Alois Mock (1934–2017), Politiker und österreichischer Unterrichts- und Außenminister
- Ingo Friedrich (* 1942), deutscher Politiker und stellvertretender Parteivorsitzender (CSU)